# Berny-Rivière

Berny-Rivière este o comună în departamentul Ain, Franța. În 1 ianuarie 2022 avea o populație de 633 de locuitori.